# Municipio de Greenwich (condado de Warren)
El municipio de Greenwich (en inglés: Greenwich Township) es un municipio ubicado en el condado de Warren en el estado estadounidense de Nueva Jersey. En el año 2007 tenía una población de 5,130 habitantes y una densidad poblacional de 160 personas por km².

## Geografía
El municipio de Greenwich se encuentra ubicado en las coordenadas 40°41′10″N 75°7′5″O / 40.68611, -75.11806.

## Demografía
Según la Oficina del Censo en 2000 los ingresos medios por hogar en el municipio eran de $87,613 y los ingresos medios por familia eran $92,579. Los hombres tenían unos ingresos medios de $69,926 frente a los $34,934 para las mujeres. La renta per cápita para la localidad era de $32,886. Alrededor del 2.4% de la población estaba por debajo del umbral de pobreza.